# Caio Alexandre
Caio Alexandre Souza e Silva (Duque de Caxias, Brasil; 24 de febrero de 1999), conocido solo como Caio Alexandre, es un futbolista brasileño. Juega de centrocampista y su equipo actual es el Bahia de la Serie A.

## Trayectoria
Formado en las inferiores del Botafogo, Caio Alexandre disputó dos temporadas, 2019 y 2020, en el primer equipo. En marzo de 2021, fue transferido al Vancouver Whitecaps FC de la MLS estadounidense.

## Estadísticas
Actualizado al último partido disputado el 4 de octubre de 2023.
| Club                           | Div.          | Temporada     | Liga  | Liga  | Estatal | Estatal | Copas nacionales | Copas nacionales | Copas internacionales | Copas internacionales | Total | Total |
| Club                           | Div.          | Temporada     | Part. | Goles | Part.   | Goles   | Part.            | Goles            | Part.                 | Goles                 | Part. | Goles |
| ------------------------------ | ------------- | ------------- | ----- | ----- | ------- | ------- | ---------------- | ---------------- | --------------------- | --------------------- | ----- | ----- |
| Botafogo · Brasil              | 1.ª           | 2019          | 0     | 0     | 0       | 0       | 0                | 0                | —                     | —                     | 0     | 0     |
| Botafogo · Brasil              | 1.ª           | 2020          | 34    | 4     | 10      | 1       | 6                | 0                | —                     | —                     | 50    | 5     |
| Botafogo · Brasil              | Total club    | Total club    | 34    | 4     | 10      | 1       | 6                | 0                | 0                     | 0                     | 50    | 5     |
| Vancouver Whitecaps · Canadá   | 1.ª           | 2021          | 15    | 0     | —       | —       | 0                | 0                | —                     | —                     | 15    | 0     |
| Vancouver Whitecaps · Canadá   | 1.ª           | 2022          | 4     | 0     | —       | —       | 1                | 0                | —                     | —                     | 5     | 0     |
| Vancouver Whitecaps · Canadá   | Total club    | Total club    | 19    | 0     | 0       | 0       | 1                | 0                | 0                     | 0                     | 20    | 0     |
| Vancouver Whitecaps 2 · Canadá | 3.ª           | 2022          | 2     | 0     | —       | —       | —                | —                | —                     | —                     | 2     | 0     |
| Vancouver Whitecaps 2 · Canadá | Total club    | Total club    | 2     | 0     | 0       | 0       | 0                | 0                | 0                     | 0                     | 2     | 0     |
| Fortaleza · Brasil             | 1.ª           | 2022          | 12    | 1     | 6       | 0       | —                | —                | —                     | —                     | 18    | 1     |
| Fortaleza · Brasil             | 1.ª           | 2023          | 23    | 2     | 9       | 3       | 1                | 0                | 14                    | 0                     | 47    | 5     |
| Fortaleza · Brasil             | Total club    | Total club    | 35    | 3     | 15      | 3       | 1                | 0                | 14                    | 0                     | 65    | 6     |
| Total carrera                  | Total carrera | Total carrera | 90    | 7     | 25      | 4       | 8                | 0                | 14                    | 0                     | 137   | 11    |

## Palmarés

### Títulos estatales
| Título              | Club      | País  | Año  |
| ------------------- | --------- | ----- | ---- |
| Campeonato Cearense | Fortaleza | Ceará | 2023 |

### Títulos nacionales
| Título                | Club                 | País   | Año  |
| --------------------- | -------------------- | ------ | ---- |
| Campeonato Canadiense | Vancouver Whithecaps | Canadá | 2022 |